# Gas-Union
Die Gas-Union GmbH ist eine Großhandelsgesellschaft für Erdgas auf dem deutschen Markt mit Sitz in Frankfurt am Main. Gas-Union GmbH gehört seit dem 1. Oktober 2020 zum international agierenden Energiekonzern VNG AG, Leipzig.

## Gasspeicher
Die MET Holding AG, ein europaweit tätiger Energiekonzern mit Hauptsitz in Zug in der Schweiz sollte 2020 die Speicheraktivitäten der Gas-Union GmbH in Frankfurt am Main übernehmen. Die Unterzeichnung des Kaufvertrages fand am Donnerstag, 19. November 2020 statt.

## Gastransport
Die Tochtergesellschaft Gas-Union Transport GmbH hat bis Dezember 2020 das regionale Erdgastransportsystem der Gas-Union GmbH mit einer Gesamtlänge von ca. 544 km betrieben. Im Dezember 2020 hat der unabhängige Transportnetzbetreiber terranets bw GmbH die Gas-Union Transport GmbH erworben und auf sich verschmolzen. Angeschlossen sind lokale und regionale Verteilnetzbetreiber sowie industrielle Endverbraucher. Das Erdgastransportsystem ist den Marktgebieten von NetConnect Germany und Gaspool zugeordnet.